# 1969 en Colombie-Britannique
Chronologie de la Colombie-Britannique
- 1965
- 1966
- 1967
- 1968
- 1969
- 1970
- 1971
- 1972
- 1973

Cette page concerne des événements qui se sont produits durant l'année 1969 dans la province canadienne de Colombie-Britannique.

## Politique
- Premier ministre : W.A.C. Bennett.
- Chef de l'Opposition : Robert Strachan du Nouveau Parti démocratique de la Colombie-Britannique puis  Thomas Berger (en) du Nouveau Parti démocratique de la Colombie-Britannique et ensuite Dave Barrett du NDP
- Lieutenant-gouverneur : John Robert Nicholson
- Législature :

## Événements

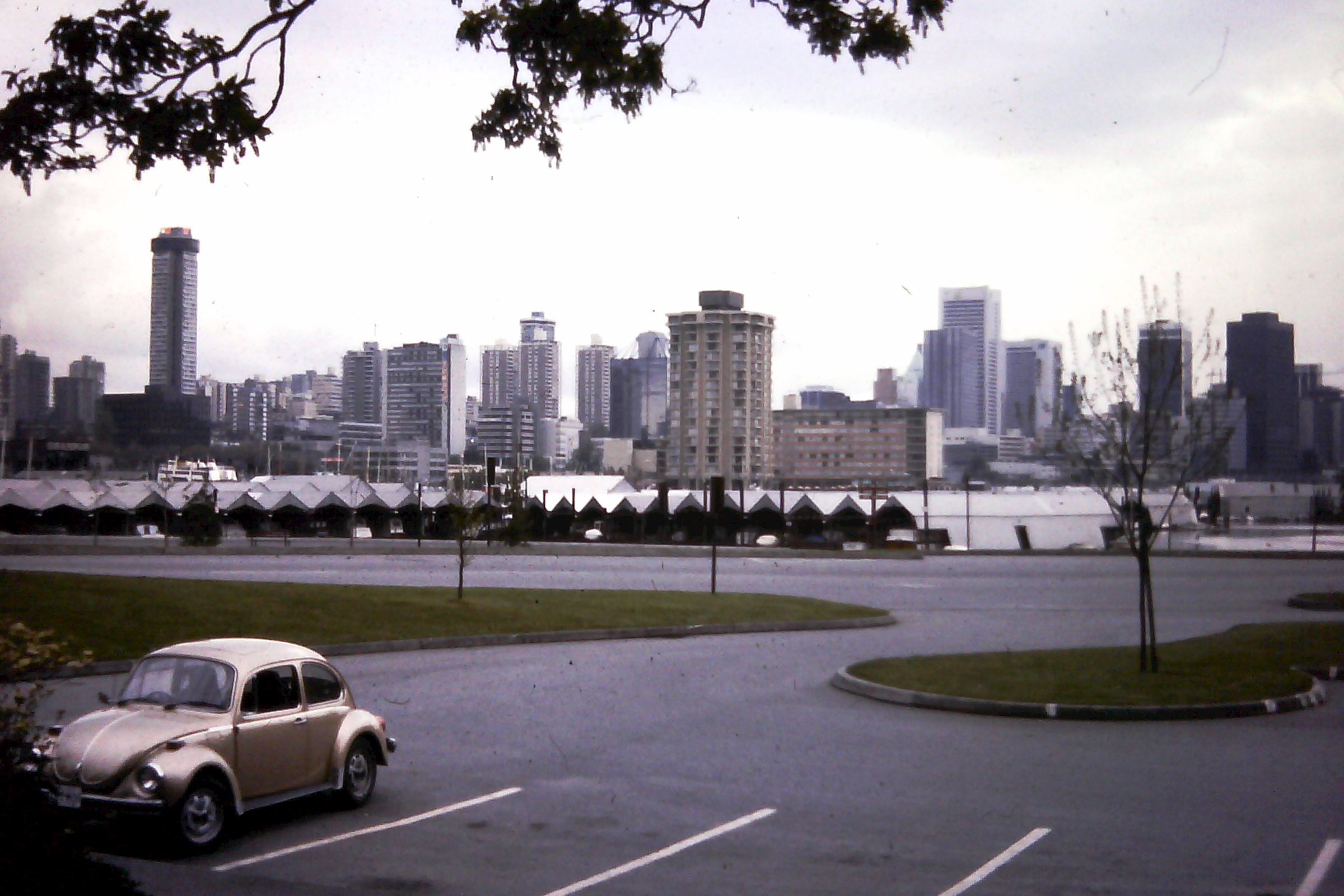
Vancouver

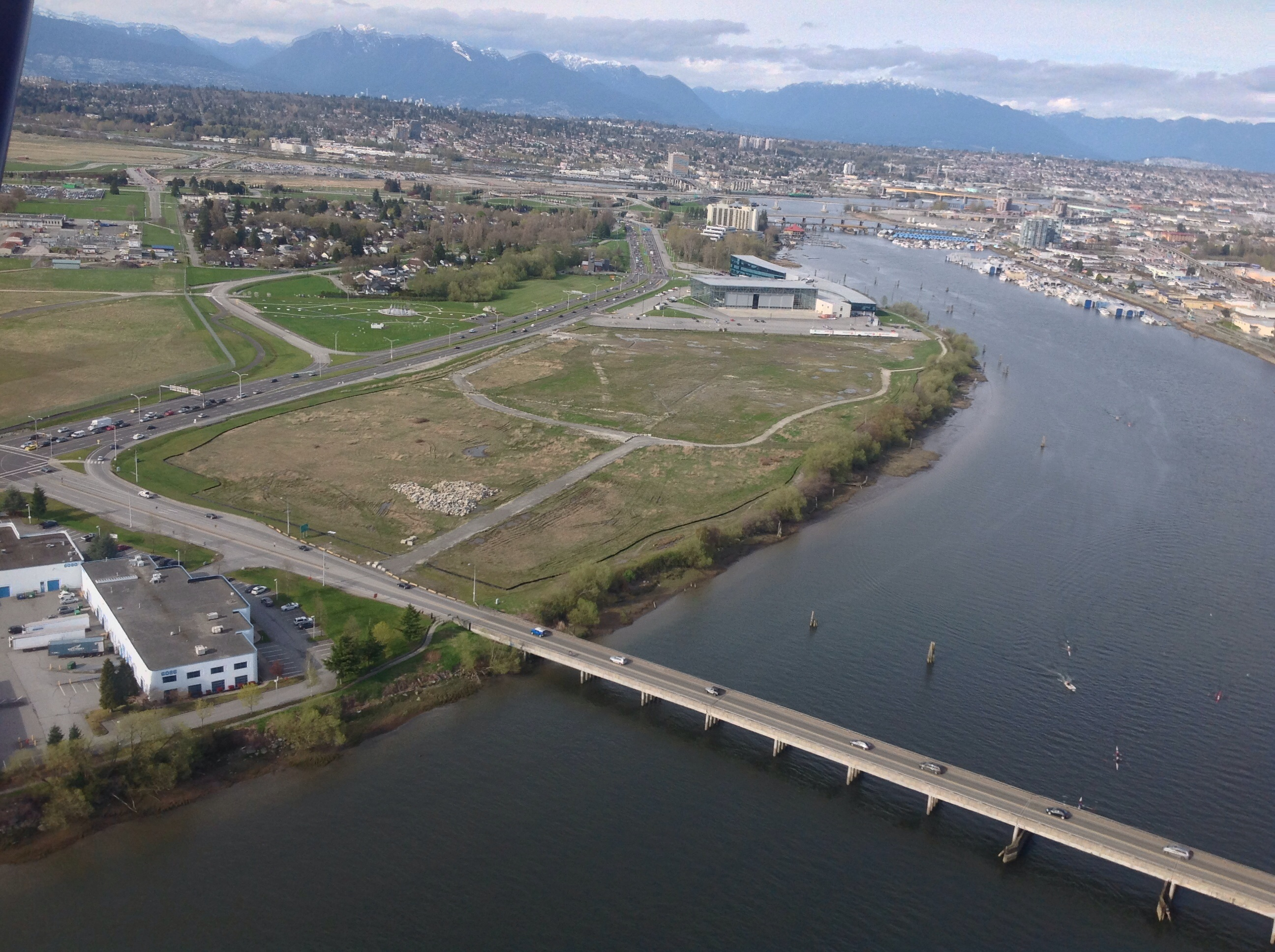
Dinsmore Bridge.

- Mise en service du Dinsmore Bridge, pont routier en poutre de 300 mètres de long qui franchit la Fraser river à Richmond[1].
- Mise en service à Vancouver :
  - du Coast Plaza Hotel & Suites, hôtel de 32 étages (100 mètres de hauteur) situé 1763 Comox Street[2].
  - de la Guiness Tower, immeuble de bureaux de style international de 23 étages (99.98 mètres de hauteur) situé 1055 West Hastings Street[3].

## Naissances
- 7 février à Burnaby : John-David Jackson, plus communément appelé J.D. Jackson, joueur puis entraîneur de basket-ball franco-canadien. Il mesure 1,96 m et jouait au poste d'arrière-ailier.
- 7 juillet à Burnaby : Joseph Steve Sakic, dit Joe Sakic, joueur professionnel canadien de hockey sur glace de la Ligue nationale de hockey, qui évoluait avec l'Avalanche du Colorado. Il est actuellement le directeur général du club, poste qu'il occupe depuis la saison 2014-2015.
- 10 août à Salmon Arm : Brian Drummond, acteur et producteur américain.
- 10 septembre à Burnaby : Robin Christopher Joseph, joueur professionnel de hockey sur glace qui évolue en tant que défenseur.
- 15 novembre à Victoria : Helen Kelesi, joueuse de tennis canadienne, professionnelle de 1985 à 1998.
- 12 décembre : Danny Lorenz, joueur de hockey.
- 21 décembre à Abbotsford : Mauro Domenico Ranallo, plus connu par son nom de scène Mauro Ranallo, commentateur à la World Wrestling Entertainment.